# Watermael-Boitsfort
Watermael-Boitsfort (in olandese Watermaal-Bosvoorde) è un comune belga di 24 121 abitanti, situato nella Regione di Bruxelles-Capitale.